# Mauthausen
Mauthausen es un municipio austriaco situado en el estado de Alta Austria, en la región de Mühlviertel y en el distrito de Perg, situado a 25 km de Linz. Su población era de 4850 habitantes en 2001.
Mauthausen es tristemente famoso por albergar el campo de concentración de Mauthausen-Gusen durante la Segunda Guerra Mundial.

## Geografía

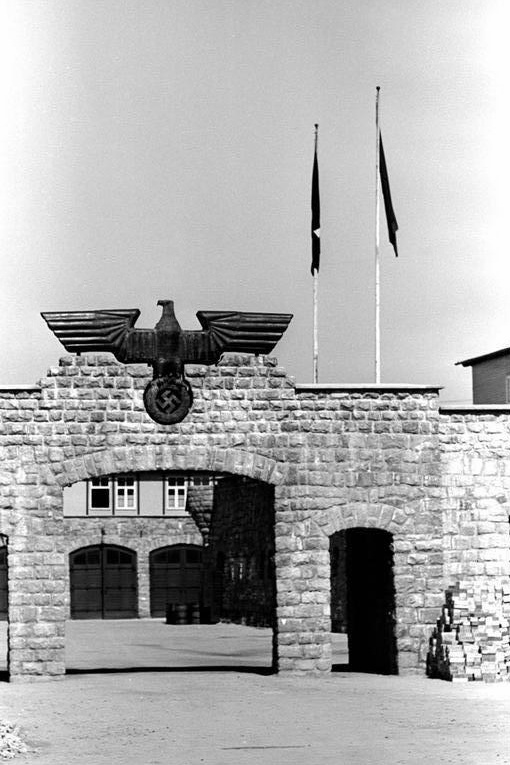
Puerta del garaje del campo de concentración de Mauthausen-Gusen

Mauthausen está a una altitud de 265 m s. n. m. . Su extensión es de 6,9 km hacia el sur y de 3,3 km hacia el este. La superficie total es de 14 km². Los Barrios de Mauthausen son Albern, Bernascheksiedlung, Brunngraben, Haid, Hart, Heinrichsbrunn, Hinterholz, Marbach, Mauthausen, Oberzirking, Reiferdorf, Ufer, Vormarkt.
Tiene dos calles de comercio: de oeste a este la “Limesstrasse” con barcos en el río Danubio; y de norte a sur la vía de la sal, “Salzstrasse”.

## Historia
Mauthausen es un pueblo muy antiguo. Ha estado habitado por muchos siglos, como lo demuestran descubrimientos arqueológicos del Neolítico. 
Durante la época del Imperio Romano, se encontraba en el cruce de dos rutas de comercio (mencionadas anteriormente en Geografía).
A finales del siglo X el gobernador de la dinastía de los Barbenberg estableció un puesto de peaje (Maut en alemán) para los barcos.
Durante la Primera Guerra Mundial Mauthausen mantuvo prisioneros de distintos países, de los que murieron 9.000. Un cementerio conmemorativo internacional recuerda las víctimas. 
En 1938, Austria se fusiona con Alemania para dar forma al III Reich (Anschluss), y poco después se creó el campo de concentración de Mauthausen, al oeste del pueblo y a un nivel más elevado. Entre 1938 y 1945 pasaron por allí cerca de 200.000 presos. En torno a 100.000 personas de diversas nacionalidades de Europa murieron por el trabajo inhumano y sus míseras condiciones de vida. 
Sufrió dos grandes inundaciones (del río Danubio) en 1954 y 2002.

## Turismo
Es un pueblo turístico importante bien comunicado por ferrocarril y carretera. Hay colegios y guarderías. Mauthausen tiene ambiente nocturno con muchos restaurantes, discotecas y bares. La Iglesia de San Nicolás es muy famosa y data del siglo XV. Schloss Pragstein y KZ Mauthausen son algunos de los monumentos históricos de Mauthausen. También dispone de un centro comercial grande, el “Donaupark". El puente que cruza el Danubio es muy importante para Mauthausen. La oferta cultural es mala. En verano muchos turistas en bicicleta están en Mauthausen. El pueblo tiene muchas zonas verdes. También hay una piscina y una sauna. Mauthausen tiene un puerto pequeño para barcos de pasajeros. Se puede visitar el campo de concentración de Mauthausen, conocido como uno de los más terribles campos de concentración nazis, en el que estuvieron presos más de 7000 españoles, de los cuales solo un tercio logró sobrevivir. 

## Política
El alcalde de Mauthausen es Erwin Wohlmuth de SPÖ.
El consistorio municipal tiene 31 miembros. Dan como resultado final: 
SPÖ 21 mandatos (64,3%), ÖVP 9 mandatos(30,0%), FPÖ 1 mandato(5,7%)

## Deporte
La oferta de deporte es muy buena para un pueblo de este tamaño. Mauthausen tiene muchas asociaciones deportivas. Los deportes ofrecidos son el fútbol, el pimpón, el tenis y muchos más.